# Kapuvár
Kapuvár (pronuncia ungherese: [ˈkapuvaːr] è un'antica città di 10 684 abitanti situata nella contea di Győr-Moson-Sopron, nell'Ungheria nordoccidentale.
È conosciuta per le sue acque termali, con proprietà idroterapiche.

## Storia
La zona di Kapuvár è stata abitata fin dai tempi antichi nel Neolitico e durante la prima età del Ferro (cultura di Hallstatt) sono stati ritrovati anche reperti significativi di questo periodo.

## Geografia fisica

### Clima
Il clima è moderato con una temperatura media annuale di 9,8 °C (minima invernale: −13,7 °C il massimo d'estate: +32,6 °C). Il Leita e valle del Danubio, la Repubblica Ceca e il bacino di Vienna provocano masse d'aria che generano venti dominanti da nord ovest. A causa di questa costante flusso di masse d'aria vi è assenza di vento per soli 30-40 giorni all'anno. La piovosità media annua è di 660 mm, i giorni di pioggia sono circa 115 mentre i giorni di neve sono tra 18 e 25.

## Infrastrutture e trasporti
Kapuvár è raggiungibile tramite la strada statale 85 dista circa 38,5 km da Sopron e 45 km da Győr. Kapuvár è raggiungibile con l'autostrada M1 da Győr 40 km e 50 km da Mosonmagyaróvár, oppure l'A3 da Siegendorfnál 60 km, e la A4 da Parndorfnál la distanza è di 50 chilometri. Kapuvár possiede una stazione ferroviaria che la collega tramite la linea ferroviaria Gyor-Sopron-Ebenfurt. Se si arrivasse in aereo gli aeroporti nella vicinanze di Kapuvár sono l'aeroporto privato Fertőszentmiklós e l'aeroporto internazionale di Schwechat in Austria.

## Luoghi d'interesse
- Rábaközi Múzeum
- Hanság Élővilága Kiállítás
- Vízimalom
- Flóra Gyógyfürdő
- Esterházy kastély
- Chiesa di sant' Anna
- Chiesa di san Sebastiano

## Amministrazione

### Gemellaggi
- Andau
- Biharia
- Cernat
- Cervia
- Cesenatico
- Estremoz
- Mattersburg
- Nová Baňa
- Obzor (frazione di Nesebar)
- Police nad Metují
- Rokytnice nad Jizerou
- Schwarzenbek
- Sprockhövel
- Varniai
- Vieira do Minho
- Zelzate